# Nagireddipalle
Nagireddipalle es una ciudad censal situada en el distrito YSR en el estado de Andhra Pradesh (India). Su población es de 12318 habitantes (2011). Se encuentra orillas del río Cheyyeru, a 40 km de Kadapa.

## Demografía
Según el censo de 2011 la población de Nagireddipalle era de 12318 habitantes, de los cuales 6121 eran hombres y 6197 eran mujeres. Nagireddipalle tiene una tasa media de alfabetización del 79,29%, superior a la media estatal del 67,02%: la alfabetización masculina es del 88,53%, y la alfabetización femenina del 70,19%.